# NGC 7228
NGC 7228 је спирална галаксија у сазвежђу Гуштер која се налази на NGC листи објеката дубоког неба.
Деклинација објекта је + 38° 41' 56" а ректасцензија 22h 11m 48,6s. Привидна величина (магнитуда) објекта NGC 7228 износи 13,8 а фотографска магнитуда 14,7. NGC 7228 је још познат и под ознакама UGC 11945, MCG 6-48-16, CGCG 513-13, PGC 68254.